# Melcior Mauri
Melcior Mauri Prat (Vich, Barcelona, 8 de abril de 1966) é um ciclista espanhol, profissional já retirado, mantendo a sua atividade entre os anos 1987 e 2002, durante os que conseguiu 52 vitórias, se destacando a Volta a Espanha de 1991. Caracterizava-se principalmente por ser um especialista em contrarrelógio.

## Biografia
Em seus tempos de ciclista aficionado competiu em pista e habitualmente treinava no Velódromo de Mataró. Estreou em profissionais em 1987 e a sua primeira equipa profissional foi o Reynolds, que por então contava com figuras como Ángel Arroyo, Julián Gorospe ou o então neociclista Miguel Indurain.
Mauri era um especialista na contrarrelógio e um bom rodador. Aguentava bem a média montanha, mas a alta montanha se lhe atrapalhava não estava no melhor momento de forma. Viveu a sua época dourada durante o começo da Década de 1990, incluindo a vitória na Volta a Espanha de 1991, batendo a Miguel Indurain e Marino Lejarreta.
Em 1995, no seu regresso à ONCE, desta vez como gregário, foi sexto no Tour de France. Nesse mesmo ano, foi campeão da Espanha em contrarrelógio, e quinto no Campeonato de estrada.
Em 1996 participou na prova de estrada dos Jogos Olímpicos de Atlanta, onde obteve um meritório 6º posto e diploma olímpico.
Em 1997, foi quinto no Campeonato do Mundo de Ciclismo em estrada, e medalha de prata em contrarrelógio em 1998, por trás de Abraham Olano.
Depois do seu passo pelo ciclismo português, no que conseguiu várias vitórias locais, se retirou em 2002. Desde 2004 até 2006, exerceu como diretor desportivo da secção de ciclismo do F. C. Barcelona que posteriormente converter-se-ia na equipa ECP Aluminis Sant Jordiy ECP Continental Pro de categoria amador.
Em 2007, competiu em algumas provas de ciclismo de montanha, chegando a ganhar a Titan Desert. Assim mesmo, também tem participado em maratonas, duatlos e Triatlos.
Em 2009, foi aceite pela UCI um projecto de equipa profissional impulsionado por Mauri, a Andorra-GrandValira.
Desde 2011 Mauri faz parte da equipa de TelegimTV ajudando a monitores profissionais de Ciclo Indoor e a utentes no aperfeiçoamento da técnica, mediante sessões e Master Classes nas que se desenvolve a filosofia Bikecontrol.

## Palmarés
| - 1991 - Volta a Espanha, mais 3 etapas - Volta à Comunidade Valenciana - 2 etapas da Volta à Andaluzia - 1992 - Volta à Comunidade Valenciana, mais 1 etapa - 1 etapa da Volta a Múrcia - 1 etapa da Volta à La Rioja - 1993 - 1 etapa da Volta a Espanha - 1 etapa da Volta a Aragão - 1994 - Volta a Múrcia - Volta a Castela e Leão - 3.º no Campeonato da Espanha em Estrada - G.P. Primavera - 1995 - Campeonato da Espanha Contrarrelógio - 1 etapa da Volta à Catalunha | - 1996 - Volta a Múrcia, mais 1 etapa - Volta a Aragão, mais 1 etapa - 1 etapa da Volta à Comunidade Valenciana - 6.º No Campeonato Olímpico em Estrada - 1997 - 1 etapa da Volta a Espanha - Circuito de la Sarthe, mais 1 etapa - 1998 - 1 etapa do Midi Livre - Volta ao Alentejo, mais 1 etapa - 2.º no Campeonato da Espanha Contrarrelógio - 2.º no Campeonato do Mundo Contrarrelógio - Circuito de la Sarthe, mais 1 etapa - 1999 - 1 etapa da Volta a Portugal - 1 etapa da Escalada a Montjuic - G. P. Jornal de Notícias, mais 1 etapa - Volta ao Algarve, mais 1 etapa |

- 2000
  - Porto - Lisboa

### Ciclismo de montanha
- 2007
  - Titan Desert, mais 1 etapa

## Resultados em Grandes Voltas e Campeonatos do Mundo
| Corrida                | Corrida                | 1988 | 1989  | 1990 | 1991 | 1992 | 1993 | 1994 | 1995 | 1996 | 1997 | 1998 | 1999 | 2000 | 2001  | 2002 |
| ---------------------- | ---------------------- | ---- | ----- | ---- | ---- | ---- | ---- | ---- | ---- | ---- | ---- | ---- | ---- | ---- | ----- | ---- |
|                        | Giro d'Italia          | 98.º | —     | —    | —    | —    | —    | —    | —    | —    | —    | —    | —    | —    | —     | —    |
|                        | Tour de France         | —    | 92.º  | 78.º | 64.º | —    | Ab.  | 95.º | 6.º  | 38.º | —    | Ab.  | —    | —    | —     | —    |
|                        | Volta a Espanha        | —    | 130.º | 71.º | 1.º  | Ab.  | 8.º  | 18.º | 4.º  | 32.º | 22.º | 35.º | 26.º | —    | 120.º | Ab.  |
| Mundial em Estrada     | Mundial em Estrada     | —    | —     | —    | —    | —    | —    | —    | —    | —    | 5.º  | 58.º | Ab.  | —    | —     | —    |
| Mundial Contrarrelógio | Mundial Contrarrelógio | X    | X     | X    | X    | X    | X    | 12.º | —    | —    | 6.º  | 2.º  | 5.º  | —    | —     | —    |

—: não participa

Ab.: abandono

X: edições não celebradas

## Equipas
- Reynolds (1987-1989)
- ONZE (1990-1992)
- Amaya Seguros (1993)
- Banesto (1994)
- ONZE (1995-1998)
- Benfica (1999)
- Milanezza-MSS-Maia (2000-2002)
- Spiuk-Tau Cerâmica (Mountain Bike) (2007)

## Prêmios, reconhecimentos e distinções
- Medalha de Bronze da Real Ordem do Mérito Desportivo, outorgada pelo Conselho Superior de Desportos (1999)